# Protogeneia (Tochter des Kalydon)
Protogeneia (altgriechisch Πρωτογένεια Prōtogéneia) ist in der Griechischen Mythologie die Tochter von Kalydon und der Aiolia. Von Ares ist sie die Mutter des Oxylos.

## Nachweise
1. ↑  Bibliotheke des Apollodor 1,7,7